# Desilu Productions

Desilu Productions – Logo

Desilu Productions war eine US-amerikanische Fernsehproduktionsgesellschaft mit Sitz in Los Angeles (Kalifornien), die von den Schauspielern Lucille Ball und Desi Arnaz geleitet wurde.
Die Desilu Studios sind Entstehungsort der Sitcom I Love Lucy und vieler weiterer erfolgreicher Fernsehserien, darunter Raumschiff Enterprise (Star Trek), Mein Onkel vom Mars, The Andy Griffith Show, Kobra, übernehmen Sie (Mission: Impossible), Die Unbestechlichen (The Untouchables), Mannix, The Lucy Show, Tennisschläger und Kanonen (I Spy) und Ein Käfig voller Helden (Hogan’s Heroes).
Nachfolgeunternehmen von Desilu waren Paramount Television und Lucille Ball Productions.

## Geschichte
Desilu wurde 1950 vom Schauspieler-Ehepaar Lucille Ball und Desi Arnaz gegründet. Der Name ist aus den beiden Vornamen Desi und Lucille gebildet, auch deren Ranch in Chatsworth, rund 40 Kilometer nordwestlich von Hollywood, im San Fernando Valley, trug diesen Namen. Desilu übernahm ursprünglich die Produktion von Balls Radiositcom My Favorite Husband, die für das CBS Radio Network hergestellt wurde, während man davon eine Fernsehversion für CBS entwickelte, die 1951 unter dem Titel I Love Lucy in Produktion ging. In den ersten Jahren mietete man sich für die Produktion bei den General Service Studios in Hollywood ein.
Desilus stetig steigender Platzbedarf führte 1954 zum Kauf eines eigenen Studios, des Motion Picture Center am Cahuenga Boulevard in Hollywood, welches sich fortan Desilu Studios nannte. Ende 1957 erwarb Desilu von der General Tire and Rubber Company zudem die Studiogrundstücke, die Anfang des Jahres noch von RKO Radio Pictures belegt wurden: das Filmstudio in Culver City mit dem zugehörigen Backlot „Forty Acres“ und das Filmstudio an der Gower Street in Hollywood, das sich zu Desilus wichtigstem Standort entwickelte. Mit den Zukäufen wuchs das „Ball-Arnaz Fernsehimperium“ auf insgesamt 33 Soundstages – vier mehr als Metro-Goldwyn-Mayer (MGM) im Jahre 1957 besaß.
Der frühe Erfolg von Desilu kann stark auf Arnaz' unorthodoxen Geschäftsstil zurückgeführt werden, den er als Produzent der Sitcom I Love Lucy an den Tag legte. Da Arnaz keine betriebswirtschaftlichen Kenntnisse besaß, war ihm der Begriff der Amortisation völlig fremd. In der Regel schlug er sämtliche anfallenden Produktionskosten auf die erste Episode der neuen Saison um, anstatt die getätigten Investitionen auf die geplante Anzahl Episoden zu verteilen. Dadurch waren gegen Ende der Saison bereits fast sämtliche Produktionskosten aller Episoden gedeckt, die zu geradezu absurd niedrigen Kosten hergestellt werden konnten. Zudem kaufte Arnaz sämtliche Episoden von I Love Lucy nach deren Ausstrahlung von CBS zu einem erstaunlich niedrigen Preis zurück – im Gegensatz zum Network und der damaligen Fernsehbranche erkannte Arnaz das Wiederverkaufspotenzial für spätere Wiederholungen.
Ein Versuch, mit Desilu in die Filmproduktion einzusteigen, erfolgte während der Fernsehdrehpause im Sommer 1956 mit dem Film Forever, Darling, der unter dem Label Zanra Productions – Arnaz rückwärts geschrieben – über MGM veröffentlicht wurde. Arnaz und Ball hofften damit an den Erfolg ihres 1954 bei MGM produzierten und veröffentlichten Films The Long, Long Trailer anknüpfen zu können; Forever, Darling scheiterte allerdings an den Kinokassen und sämtliche Filmprojekte wurden begraben. Erst mit Yours, Mine and Ours konnte Desilu beim Publikum und bei den Kritikern einen Erfolg für sich verbuchen. Als der Film – mit Lucille Ball und Henry Fonda in den Hauptrollen – im April 1968 über United Artists veröffentlicht wurde, hatte Ball das Unternehmen allerdings bereits verkauft.
Ein Verlust für Desilu war die Absage von Carol Burnett, für die eine eigene Sitcom vorgesehen war; Burnett nahm stattdessen das Angebot für eine wöchentliche Varietésendung im Fernsehen an, die es unter dem Titel The Carol Burnett Show auf elf Saisons brachte. Erfolglos waren auch die Versuche, die gedrehten Pilotepisoden für eine Comedy mit Carol Channing und eine Abenteuerserie mit Rory Calhoun an ein Network zu verkaufen. Die von Arnaz entwickelte Anwaltsserie Without Consent mit Spencer Tracy wurde noch während der Entwicklung gestoppt, da man kein passendes Drehbuch zustande brachte.
1960 verkaufte Desi Arnaz die Rechte an den vor 1960 produzierten Desilu-Serien an CBS. Seinen Anteil an Desilu verkaufte Arnaz aber entgegen landläufiger Meinung nicht unmittelbar aufgrund seiner Scheidung von Lucille Ball im Jahr 1960. Bei Desilu liefen bereits die Vorbereitungen für Balls Nachfolgeserie The Lucy Show, worauf man gemeinsam beschloss, dass Ball das Studio komplett übernehmen solle. Arnaz gab 1962 seinen Vorsitz über das Studio ab und verkaufte seinen Anteil an Ball, die seine Nachfolge als Studiovorsitzende übernahm. Lucille Ball wurde damit die erste Frau, die ein bedeutendes Studio leitete und eine der einflussreichsten Frauen in Hollywood zu dieser Zeit.
In den folgenden Jahren war Ball Vorsitzende und Geschäftsleiterin von Desilu, während sie gleichzeitig auch die Hauptrolle in ihrer eigenen, wöchentlichen Fernsehserie spielte. Ausgebrannt durch den Stress, den die Verpflichtungen mit sich brachten, verkaufte sie das Unternehmen 1967 an den Mischkonzern Gulf+Western, der Desilu mit seiner anderen Produktionsgesellschaft, dem 1966 erworbenen Filmstudio Paramount Pictures fusionierte. Die Zusammenlegung der Desilu Studios mit den Paramount Studios gestaltete sich in einem Fall besonders einfach – das ehemalige RKO Hollywood Studio an der Gower Street grenzte direkt an das Grundstück von Paramount. Aus Desilu Productions wurde Ende 1967 Paramounts Fernsehproduktionseinheit Paramount Television.

## Entwicklungen nach Desilus Ende

### Übernahme der laufenden Fernsehproduktion
Vor der Übernahme von Desilu war Paramount nur in der Produktion von Kinofilmen tätig, nachdem Versuche mit Telemount Productions in die Produktion von Fernsehsendungen einzusteigen wieder aufgegeben wurden. Zum Zeitpunkt der Übernahme 1967 hatte Desilu fünf Fernsehserien in Produktion, die allesamt im September in die neue Saison gestartet waren; als im Dezember der Name „Paramount Television“ samt neuem Studiologo das bisherige Desilu-Logo ablöste, war jeweils knapp die Hälfte der Episoden bereits ausgestrahlt worden.
The Andy Griffith Show (1960–1968) und The Lucy Show (1962–1968) erfuhren den Wechsel in ihrem achten respektive sechsten und zugleich jeweils letzten Sendejahr. Star Trek (1966–1969) und Mission: Impossible (1966–1973) waren beide im jeweils zweiten Sendejahr, als sie zu Paramount-Produktionen wurden – beide Serien sollten es Jahre später noch zu äußerst lukrativen Kinofilmreihen bei Paramount bringen. Einziger Neustart des Jahres war die Serie Mannix (1967–1975), die nur wenige Wochen ihrer achtjährigen Laufzeit unter dem Desilu-Logo erlebte.

### Lucilles nachfolgende Fernsehserie
Ball gründete nach dem Verkauf von Desilu die Produktionsgesellschaft Lucille Ball Productions für ihre nächste Fernsehserie, Here's Lucy, deren erste Saison 1968–1969 noch zusammen mit Paramount Television produziert wurde. Paramount zog sich danach aus der Produktion zurück und verkaufte die anteiligen Rechte an der ersten Saison an Ball, die Jahre später ihrerseits die Syndication-Rechte an Telepictures verkaufte; letzteres Unternehmen ist seit 1989 Teil von Warner Bros. Television.

### Filmbibliothek und Verbleib der Rechte
Die von Desilu produzierten Titel waren bis 1994 im Wesentlichen in zwei Gruppen mit jeweils verschiedenen Rechteinhabern aufgeteilt. Die Aufteilung erfolgte durch den Verkauf der Rechte an den Prä-1960-Titeln durch Desi Arnaz im Jahre 1960. Ausschlaggebend war das jeweils erste Produktionsjahr einer Serie gemäß folgender Aufteilung:
- 1951–1959: Verkauf der Rechte an CBS im Jahre 1960
Die Rechte wurden seit Erwerb, von der Syndication-Abteilung CBS Films verwaltet, die 1971 durch Viacom – ihre rechtliche Nachfolgerin – abgelöst wurde und 1973 aufgrund Auflagen der FCC verselbständigt werden musste.
- 1960–1967: Übergang der Rechte an Paramount Television, Ende 1967
Die rechtliche Nachfolge von Desilu trat Paramount Television an, die Rechte an den Produktionen waren damit unter dem Dach des Mischkonzerns Gulf+Western, der sich zum reinen Medienkonzern wandelte und 1989 in Paramount Communications umbenannte.

Als Viacom im Jahre 1994 Paramount Communications aufkaufte und im darauf folgenden Jahr die Fernsehproduktion und -distribution unter Paramount Television neu gliederte, kamen praktisch auch alle Desilu-Titel wieder unter einen einzelnen Eigentümer.
CBS wurde 1995 vom Mischkonzern Westinghouse Electric Corporation aufgekauft, der innerhalb kurzer Zeit seine alten Kerngeschäfte verkaufte, sich 1997 in CBS Corporation umbenannte und bereits 1999 von Viacom aufgekauft wurde. Dieser Prozess wurde Ende 2005 weitgehend rückgängig gemacht, die wiedererstandene CBS Corporation vereinigt seither das Network CBS mit CBS Paramount Television – der Geschäftseinheit für die Fernsehproduktion, Fernsehdistribution und Verwaltung der fernsehbezogenen Filmbibliotheken – unter einem Dach.

## Studiogrundstücke
Das als Desilu Gower bezeichnete Studiogrundstück ist seit 1967 Teil der Paramount Studios, des gemeinsamen Areals von Paramount Pictures und Paramount Television (inzwischen CBS Paramount Television) und kann im Rahmen der Studiotour besichtigt werden. Zu sehen sind dabei unter anderem Lucys Garderobe, die sie zu Desilu-Zeiten nutzte, und der Fischteich, den sie und Desi für ihre beiden Kinder, Lucie Arnaz und Desi Arnaz junior, angelegt hatten.
Desilus Backlot in Culver wurde 1968 verkauft und stand noch bis 1976 mietweise für Aufnahmen zur Verfügung, ehe das Areal für eine Neubebauung geräumt wurde; heute ist das Grundstück Teil der südlichen Erweiterung des Hayden Industrial Tract.
Das Desilu Studio in Culver City wurde ebenfalls 1968 verkauft und durchlebte als Mietstudio wechselnde Eigentümer. Mitte der 1980er wurde das inzwischen stark gealterte Studio erneuert; Sony Pictures Entertainment kaufte das Studio 1991 auf und investierte analog zum nahegelegenen, ehemaligen MGM-Studiogelände, nochmals in dessen Erneuerung. Von Sony an die heutige Betriebsgesellschaft PCCP Studio City Los Angeles verkauft wurde das Studio im Jahr 2004; seither ist es wieder als reines Mietstudio unter dem Namen The Culver Studios tätig.
Der erste eigene Standort – zur Unterscheidung in späteren Jahren als Desilu Cahuenga bezeichnet – blieb vorerst im Eigentum von Paramount und wurde 1974 als Ren-Mar Studios in die Unabhängigkeit entlassen.
General Service Studios, das erste von Desilu belegte Mietstudio, wechselte mehrfach die Eigentümer; Francis Ford Coppola erwarb 1980 das Studio, das seiner Produktionsfirma American Zoetrope den Aufstieg zu einem integrierten Hollywoodstudio ermöglichen sollte. Finanzielle Probleme führten 1984 wieder zum Verkauf des Studios – seither ist es unter dem Namen Hollywood Center Studios wieder als Mietstudio tätig.

## Popkultur-Referenzen
- Der Name wird in der Fernsehserie The Simpsons als „Krustylu Studios“ parodiert, dem Produktionsstudio von Krusty, dem Clown.